# Straßenlauf-Länderkampf der Frauen 1987 Niederlande – BR Deutschland – Frankreich – Schweiz
| 12. Leichtathletik-Länderkampf mit bundesdeutscher Beteiligung 1987                  | 12. Leichtathletik-Länderkampf mit bundesdeutscher Beteiligung 1987 |
| ------------------------------------------------------------------------------------ | ------------------------------------------------------------------- |
|                                                                                      |                                                                     |
| Straßenlaufvergleich der Frauen: Niederlande – BR Deutschland – Frankreich – Schweiz |                                                                     |
| Austragungsort                                                                       | Winschoten                                                          |
| Wettbewerbe                                                                          | 1                                                                   |
| Datum                                                                                | 25. Juli                                                            |
| 1. FRA 2. SUI 3. FRG 4. NLD                                                          | 2:32:00 h 2:33:36 h 2:34:57 h 2:35:15 h                             |
| Chronik                                                                              |                                                                     |
| ← NLD-FRG-FRA-SUI 00Str'lauf (M)                                                     | POL-FRG-ESP-CSK00 U22 (M) →                                         |

Im zwölften Vergleich des Länderkampfjahres 1987 starteten die Straßenläuferinnen wie die Männer am 25. Juli in Winschoten gegen die Niederlande, Frankreich und die Schweiz. Die Begegnung wurde nun zum vierten Mal ausgetragen, zwischenzeitlich war auch Italien ein Teilnehmerland. 1983 war anstelle der Schweiz Belgien dabei gewesen. Wie bei den Männern fehlte auch hier das 1983 siegreiche Italien.

## Modus
Auf dem Programm stand in diesem Jahr ein Rennen über fünfzehn Kilometer. Jede Nation stellte maximal vier Läuferinnen, von denen die drei Besten über die Addition ihrer Zeiten gewertet wurden.

## Ergebnis
In der Einzelwertung waren alle vier Teams auf den ersten vier Rängen vertreten. Eine Niederländerin siegte vor einer Französin, einer Deutschen und einer Schweizerin. In den weiteren Platzierungen zeigten sich vor allem die französischen Teilnehmerinnen stark. In der Addition der Einzelzeiten kam Frankreich auf glatte 2:32 h und gewann damit wie bei den Männern diesen Länderkampf. Mit etwas mehr als eineinhalb Minuten Rückstand folgten die Schweizerinnen wie 1986 auf Rang zwei. Eine gute weitere Minute dahinter wurden die bundesdeutschen Läuferinnen Dritte und verbesserten sich damit gegenüber dem Vorjahr um einen Rang. Die niederländischen Gastgeberinnen belegten nur weitere siebzehn Sekunden zurück den vierten Platz.
Leider finden sich keine Angaben über die komplette Ergebnisliste. Aufgeführt sind die Läuferinnen auf den Plätzen eins bis neun sowie die beiden weiteren bundesdeutschen Sportlerinnen.

## Resultat

### 15-km-Straßenlauf
| Platz | Athlet              | Land | Zeit (min) |
| ----- | ------------------- | ---- | ---------- |
| 01    | Carla Beurskens     | NLD  | 49:26      |
| 02    | Maria Lelut         | FRA  | 49:40      |
| 03    | Sabine Knetsch      | FRG  | 49:54      |
| 04    | Martine Oppliger    | SUI  | 50:06      |
| 05    | Jocelyne Villeton   | FRA  | 50:50      |
| 06    | Genoveva Eichenmann | SUI  | 51:00      |
| 07    | Françoise Bonnet    | FRA  | 51:30      |
| 08    | Annie van Stiphout  | NLD  | 52:16      |
| 09    | Gudrun Mrusek       | FRG  | 52:26      |
| 000…  |                     |      |            |
| 11    | Sigrid Wulsch       | FRG  | 52:37      |
| 11    | Astrid Schmidt      | FRG  | 52:37      |
| 000…  |                     |      |            |